# Nate Bussey
Nate Bussey (Washington, 20 febbraio 1989) è un giocatore di football americano statunitense che gioca nel ruolo di linebacker per gli Hamilton Tiger-Cats della Canadian Football League (CFL). Fu scelto nel corso del settimo giro (243º assoluto) del Draft NFL 2011 dai New Orleans Saints. Al college ha giocato a football all'Università dell'Illinois.

## Carriera professionistica

### New Orleans Saints
Bussey fu scelto dai New Orleans Saints nel corso del settimo giro del Draft 2011. Il 28 luglio 2011 firmò un contratto quadriennale. Fu svincolato nel corso della stagione 2012 senza essere mai sceso in campo.

### Jacksonville Jaguars
Bussey firmò coi Jacksonville Jaguars il 13 agosto 2012 ma svincolato tredici giorni dopo.

### Omaha Nighthawks
Nel settembre 2012, Bussey firmò con gli Omaha Nighthawks della United Football League con cui rimase fino al fallimento della lega nella stagione 2012.

### Hamilton Tiger-Cats
L'11 aprile 2013, Bussey firmò con gli Hamilton Tiger-Cats della Canadian Football League.

## Vittorie e premi
Nessuno

## Statistiche
CFL
| Tackle     | 7 |
| Sack       | 0 |
| Intercetti | 0 |

Statistiche aggiornate al 15 agosto 2013